# Botir Qoraev
Botir Qoraev (Qarshi, RSS de Uzbekistán, 8 de abril de 1980) es un exfutbolista de Uzbekistán que jugaba en la posición de defensa.

## Carrera

### Club
| Periodo   | Club                 |
| --------- | -------------------- |
| 1999-2005 | Nasaf Qarshi         |
| 2006-2007 | FK Mash'al Mubarek   |
| 2008-2015 | Nasaf Qarshi         |
| 2015-2016 | FC Shurtan Guzar     |
| 2017      | FC Mash'al-2 Mubarek |

### Selección nacional
Jugó para Uzbekistán en siete ocasiones de 2007 a 2010 y anotó un gol; participó en la Copa Asiática 2007.